# Wilhelm Pfeffer

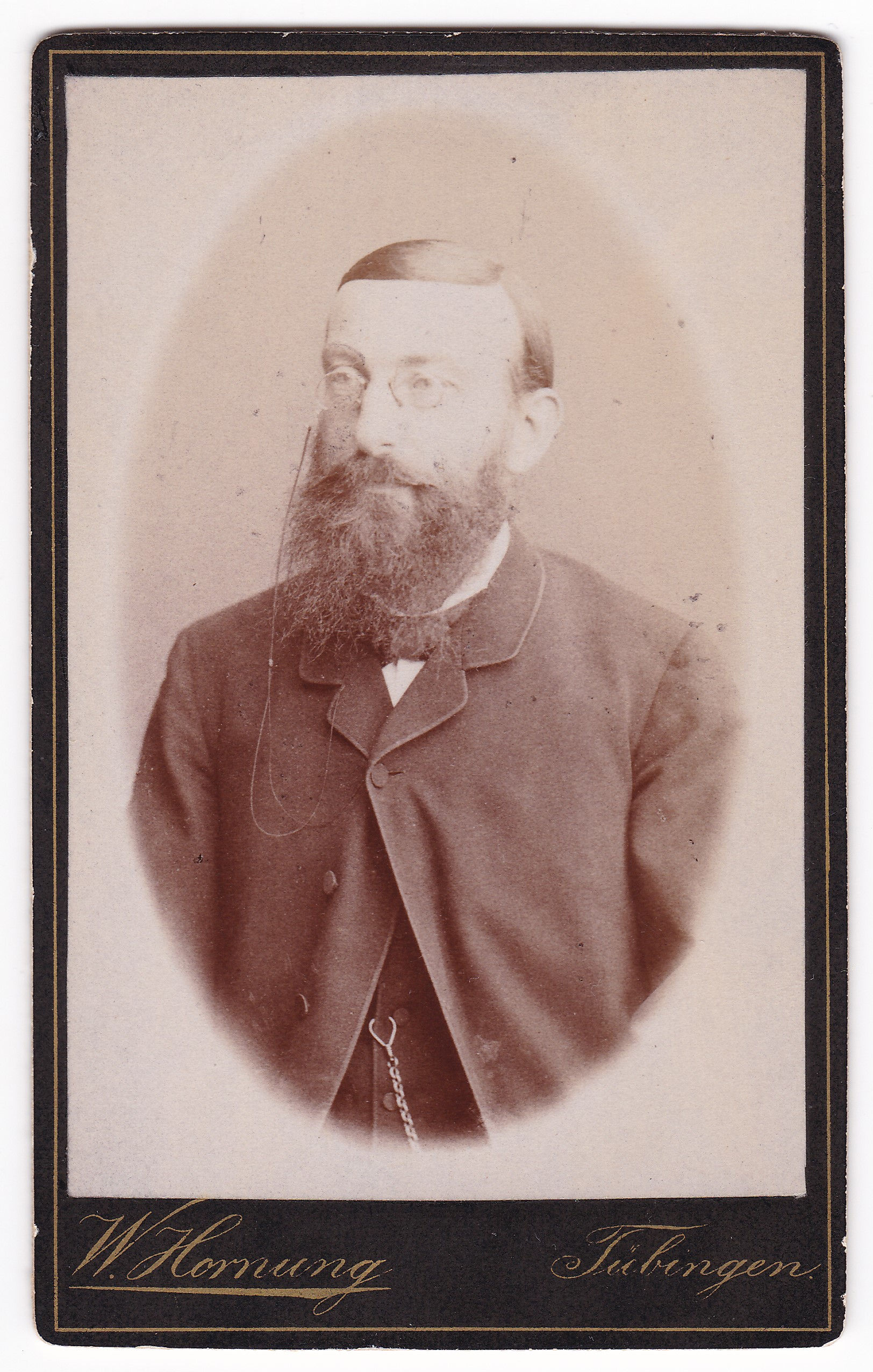
Wilhelm Pfeffer als Professor in Tübingen (vor 1887)

Wilhelm Friedrich Philipp Pfeffer (* 9. März 1845 in Grebenstein bei Kassel; † 31. Januar 1920 in Leipzig) war ein deutscher Botaniker und Pflanzenphysiologe. Sein offizielles botanisches Autorenkürzel lautet „Pfeff.“.

## Leben und Wirken
Wilhelm Pfeffer war Sohn eines Apothekers. Zunächst besuchte er das Kasseler Kurfürstliche Gymnasium, wurde danach Apotheker-Lehrling und legte mit 18 Jahren die Gehilfenprüfung ab. Sein Vater weckte früh sein Interesse für Botanik und Naturwissenschaften. Ab 1863 studierte er Chemie und Pharmazie an der Universität Göttingen. Er hörte unter anderem Vorlesungen in Chemie bei Friedrich Wöhler, in Physik bei Wilhelm Eduard Weber und in Chemie bei Rudolph Fittig. Bei letzterem wurde er 1865 über das Thema „Über einige Derivate des Glyzerins und dessen Überführung in Allylen“ zum Dr. phil. promoviert. Während seines Studiums in Göttingen wurde er zur gleichen Zeit wie Rudolf Eucken Mitglied der schwarzen Verbindung und späteren Burschenschaft Frisia. Danach studierte er Pharmazie an der Philipps-Universität Marburg, wo er sich der Burschenschaft zu Marburg, der späteren Burschenschaft Arminia Marburg anschloss, die ihm 1872 ein Ehrenband verlieh.
Er arbeitete dann als Apotheker in Augsburg und ab 1866 in Chur, Graubünden, wo er sich unter anderem mit Laubmoosen beschäftigte. Durch seinen Onkel, den Geologen Gottfried Theobald, wurde er in die Alpenbotanik und das Bergsteigen eingeführt. Pfeffer war der fünfte Mensch, der das Matterhorn bestieg.

Ab 1868/69 studierte Pfeffer wieder Pharmazie an der Universität Marburg und schloss mit der pharmazeutischen Staatsprüfung ab. Danach studierte er an der Universität Berlin unter anderem bei Alexander Braun und Nathanael Pringsheim, bei dem er auch Privatassistent war. Danach ging Pfeffer als Privatassistent von Julius von Sachs nach Würzburg.

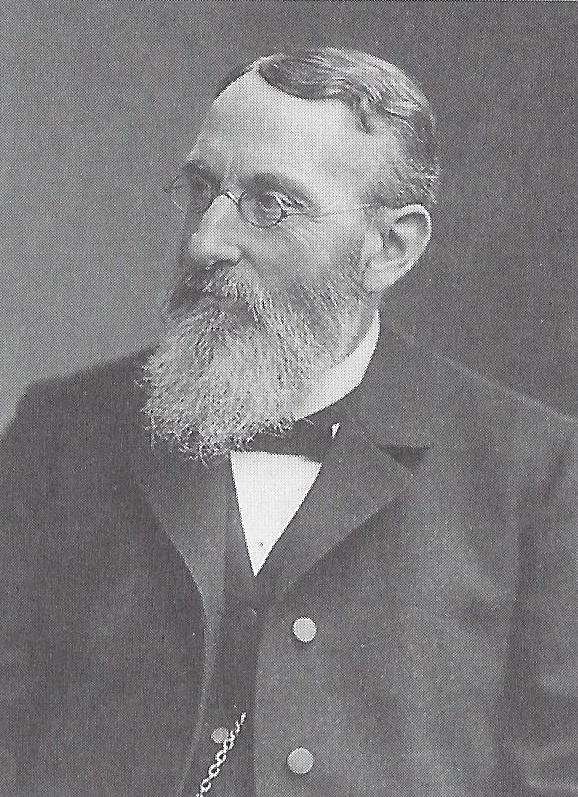
Wilhelm Pfeffer (um 1910)

Er habilitierte sich 1871. Arbeiten aus dieser Zeit waren Die Wirkung farbigen Lichtes auf die Zersetzung der Kohlensäure in Pflanzen und „Die Entwicklungen des Keimes der Gattung Selaginella“. Nach Zwischenstation als Privatdozent an der Universität Marburg wirkte Pfeffer ab 1873 als außerordentlicher Professor für Pharmakognosie und Botanik an der Universität Bonn. Im Jahre 1877 wurde Pfeffer ordentlicher Professor an der Universität Basel und 1878 an der Universität Tübingen. 1880 wurde Pfeffer korrespondierendes Mitglied der Bayerischen Akademie der Wissenschaften. Ebenfalls 1880 wurde er zum Mitglied der Leopoldina gewählt. Später gehörte er auch der Königlich Sächsischen Gesellschaft der Wissenschaften (ab 1887), der Preußischen Akademie der Wissenschaften (ab 1889), der Königlichen Gesellschaft der Wissenschaften in Uppsala (ab 1894), der Königlichen Physiographischen Gesellschaft in Lund (ab 1895), der Königlich Schwedischen Akademie der Wissenschaften, der American Academy of Arts and Sciences (beide ab 1897), der Académie des sciences (ab 1900), der Göttinger Akademie der Wissenschaften (ab 1902), der National Academy of Sciences (ab 1903) und der Russischen Akademie der Wissenschaften (ab 1908) an. Im Jahr 1910 erhielt er die Cothenius-Medaille der Leopoldina.
1887 erhielt er einen Ruf an die Universität Leipzig, wo er Ordinarius für Botanik und Direktor des Botanischen Gartens wurde.
Durch Julius von Sachs in seiner Würzburger Zeit angeregt, untersuchte Pfeffer unter anderem die Wirkung verschiedenfarbigen Lichts auf die Kohlensäureassimilation. Danach stieß er bei seinen Arbeiten an Zellmembranen auf das Phänomen der Osmose, das  der Physiker Abbé Jean Antoine Nollet 1748 entdeckt hatte.
Seine osmotischen Untersuchungen machte Pfeffer in seiner Privatwohnung, da am Institut keine entsprechenden Räume vorhanden waren. Dabei entwickelte er die nach ihm benannte Pfeffersche Zelle, ein Membranosmometer. Diese Messapparatur bestand aus einer Tonzelle, deren poröse Wände mit den von Moritz Traube im Jahre 1867 beschriebenen, semipermeablen Niederschlagsmembranen belegt waren. Die Pfeffersche Zelle ermöglichte erstmals die quantitative Bestimmung des osmotischen Drucks wässriger Lösungen.
Jacobus Henricus van ’t Hoff untersuchte später aufgrund der Pfefferschen Erkenntnisse die Gesetze der verdünnten Lösungen. Er erhielt 1901 den ersten Nobelpreis für Chemie.
Pfeffer untersuchte viele weitere botanische Phänomene, unter anderem die Bewegung der Staubgefäße von Centaurea-Arten sowie chemotaktische Bewegungen von Spermatozoen bei Moosen und Farnen sowie die Tagesrhythmen von Blatt- und Blütenbewegungen und die Stärkeverzuckerung von Maiskeimlingen.
Gemeinsam mit Julius von Sachs gilt Wilhelm Pfeffer als Begründer der modernen Pflanzenphysiologie.
Seine Bibliothek von über 11.700 Bänden und Sonderdrucken gelangte durch Kauf nach Japan (Kurashiki, sie gehört der Universität Okayama).

## Schüler
Zahlreiche Schüler von Wilhelm Pfeffer wurden später selbst bekannte Botaniker. Darunter waren:
- Jørgen Brunchorst (1862–1917)
- Carl Correns (1864–1933)
- Friedrich Czapek (1868–1921)
- Georg Albrecht Klebs (1857–1918)
- Hans Kniep (1881–1930)
- Ernst Küster (1874–1953)
- Manabu Miyoshi (1862–1939)
- Kurt Noack (1888–1963)
- Árpád Páal (1889–1943)
- Ernst Georg Pringsheim (1881–1970)
- Otto Renner (1883–1960)
- Otto Schmeil (1860–1943)
- Peter Stark (1888–1932)
- Otto Warburg (1859–1938)
- Arved Ludwig Wieler (1858–1943)

## Wilhelm-Pfeffer-Preis
Seit 1992 lobt die Deutsche Botanische Gesellschaft über die Wilhelm-Pfeffer-Stiftung den Wilhelm-Pfeffer-Preis aus. Die Stiftung ehrt mit dem Preis, der mit 2.500 Euro dotiert ist, junge Wissenschaftler für besondere Verdienste auf dem Gebiet der Pflanzenwissenschaften.

## Schriften
- Physiologische Untersuchungen. Engelmann, Leipzig 1873. (Digitalisat)
- Die periodischen Bewegungen der Blattorgane. Engelmann, Leipzig 1875. (Digitalisat)
- Osmotische Untersuchungen, Studien zur Zellmechanik. Engelmann, Leipzig 1877. (Digitalisat) 2. unveränd. Aufl. 1921.
- Beiträge zur Kenntnis der Oxydationsvorgänge in lebenden Zellen. Hirzel, Leipzig 1889. (Digitalisat)
- Über Aufnahme und Ausgabe ungelöster Körper. Hirzel, Leipzig 1891. (Digitalisat)
- Studien zur Energetik der Pflanze. Hirzel, Leipzig 1892. (Digitalisat)
- Druck- und Arbeitsleistung durch wachsende Pflanzen. Hirzel, Leipzig 1893. (Digitalisat)
- Untersuchungen über die Entstehung der Schlafbewegungen der Blattorgane. Teubner, Leipzig 1907. (Digitalisat)
- Der Einfluss von mechanischer Hemmung und von Belastung auf die Schlafbewegung. Teubner, Leipzig 1911. (Digitalisat)
- Beiträge zur Kenntniss der Entstehung der Schlafbewegungen. 1915